# Liopterna schlingeri
Liopterna schlingeri är en stekelart som beskrevs av Henry Keith Townes, Jr. 1971. Liopterna schlingeri ingår i släktet Liopterna och familjen brokparasitsteklar. Inga underarter finns listade i Catalogue of Life.